# Arthur Stanley Angwin
Sir Arthur Stanley Angwin (* 11. Dezember 1883 in Penzance, England; † 21. April 1959 in Welwyn Garden City, England) war ein britischer Funkpionier. Er war in den 1920er Jahren für den Aufbau des britischen Kurzwellennetzes zuständig.

## Leben
Angwin studierte bis 1907 Technik an der Queen Mary University of London, arbeitete danach bei der britischen Post, der heutigen BT Group, und war im Ersten Weltkrieg als Funker tätig. 1928 wurde unter seiner Leitung bei der britischen Post das Funksystem auf Kurzwelle für drahtlose Telefonverbindungen aufgebaut. Während des Zweiten Weltkriegs war er für die Instandhaltung von Kommunikationsverbindungen im britischen Telefonsystem verantwortlich. Im Jahr 1947 übernahm er bis 1951 die Leitung der 1947 verstaatlichten Firma Cable & Wireless Communications, der Vorläufer der heutigen Cable & Wireless, welche nach dem Krieg das staatliche britische Telefonsystem betrieben hat und 1979 wieder reprivatisiert wurde. Nach 1951 übernahm er den Vorsitz im Commonwealth Communication Board, wo er sich 1956 aus gesundheitlichen Gründen zurückziehen musste.
In Anerkennung seiner Verdienste wurde er 1941 als Knight Bachelor geadelt sowie 1945 als Knight Commander in den Order of the British Empire und 1957 als Knight Commander in den Order of St Michael and St George aufgenommen. Zudem wurde er 1953 mit der Faraday-Medaille und mit einer Ehrendoktorwürde der Queen Mary University of London ausgezeichnet.
Angwin war mit Dorothy Gladys verheiratet. Das Paar hatte eine Tochter und drei Söhne.